# Tom Clancy's Splinter Cell (spelserie)
Tom Clancy's Splinter Cell är en spelserie utgiven av Ubisoft Entertainment. Alla spel är så kallade Stealth-action spel där man oftast spelar NSA-agenten Sam Fisher, som försöker undvika fienden hellre än att skjuta sig fram.
| Titel                                           | År   | Plattform                                                 |
| ----------------------------------------------- | ---- | --------------------------------------------------------- |
| Tom Clancy's Splinter Cell                      | 2002 | Xbox, PS2, GameCube, Windows, Macintosh, Game Boy Advance |
| Tom Clancy's Splinter Cell: Team Stealth Action | 2003 | N-Gage                                                    |
| Tom Clancy's Splinter Cell: Pandora Tomorrow    | 2004 | Xbox, PS2, GameCube, Windows, Game Boy Advance            |
| Tom Clancy's Splinter Cell: Chaos Theory        | 2005 | Xbox, PS2, GameCube, Nintendo 3DS, Windows, N-Gage        |
| Tom Clancy's Splinter Cell: Essentials          | 2006 | PSP                                                       |
| Tom Clancy's Splinter Cell: Double Agent        | 2006 | Xbox, Xbox 360, Playstation 2, GameCube, Wii, Windows     |
| Tom Clancy's Splinter Cell: Conviction          | 2010 | Xbox 360, Windows, Mac OS X                               |
| Tom Clancy's Splinter Cell: Blacklist           | 2013 | Xbox 360, Windows, Playstation 3, Wii U                   |